# تراموا لو مان
تراموا لو مان (فرانسوی: Tramway du Mans‎) سیستم تراموا در شهر لو مان، فرانسه است.
این تراموا که در سال ۲۰۰۷ تأسیس شده دارای ۲ خط، ۳۰ ایستگاه و ۱۵٫۴ کیلومتر طول می‌باشد.

## نگارخانه

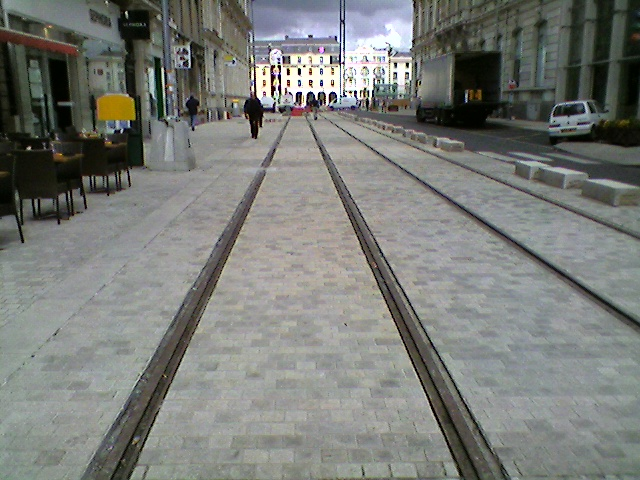
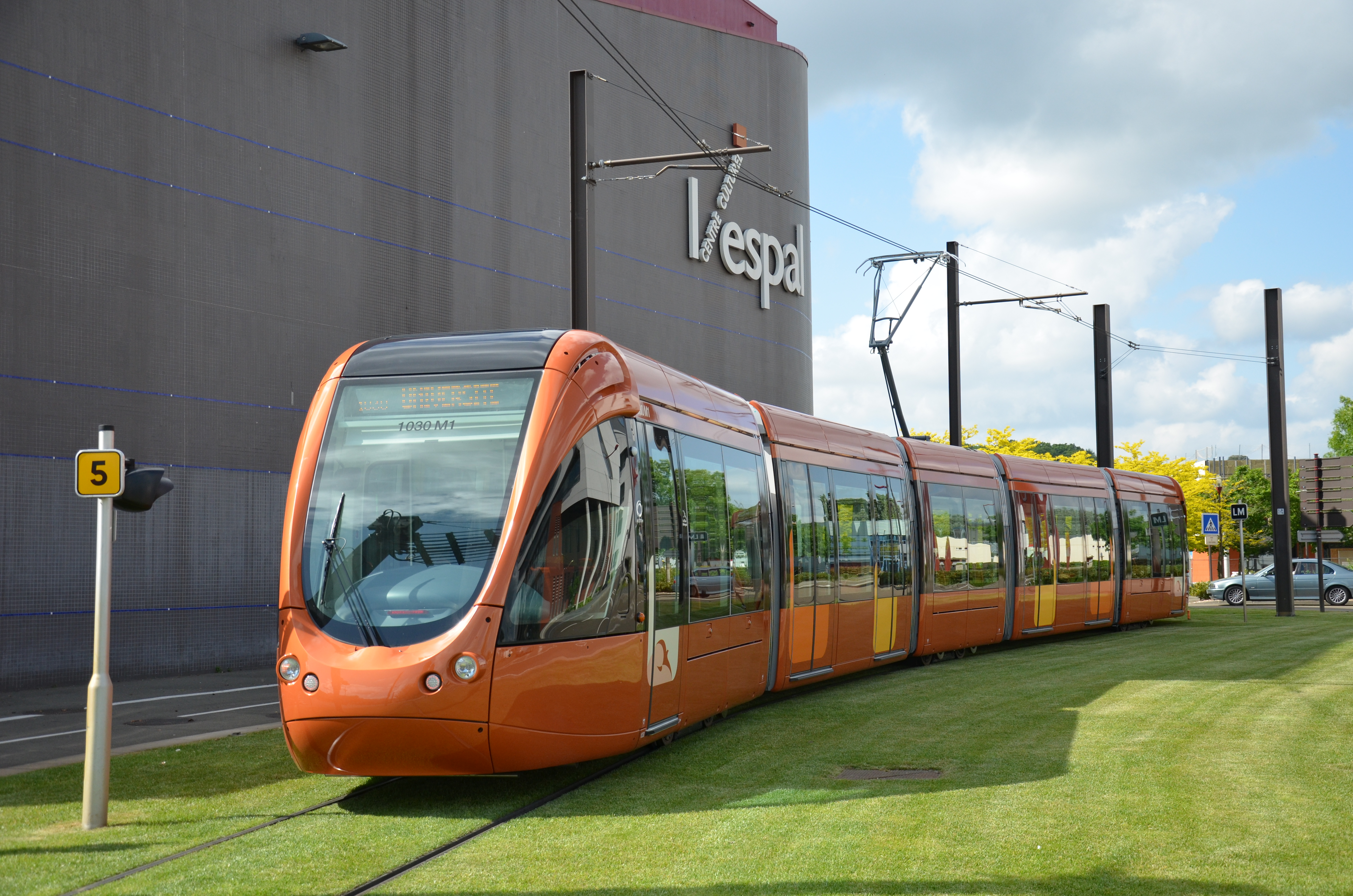